# Bhagavad-gíta
A Bhagavad-gíta (szanszkrit, eredeti írásmóddal भगवद् गीता, ISO: Bhagavad-gītā) teljes nevén: Srímad Bhagavad-Gíta (श्रीमद् भगवद् गीता), vagy röviden: Gítá, szanszkrit filozófiai költemény, a hinduizmus vallásainak egyik legszentebb könyve. A cím magyar jelentése: „A magasztos szózata”.
A Bhagavad-gíta a védikus irodalom egyik alapműve, a védikus irodalom filozófiájának összefoglalása. Eredetileg a Mahábhárata című eposz része (a Bhísma-parva könyv 25–42. fejezete, mintegy 700 vers), de önállóan talán még nagyobb hírnévre tett szert, mint a teljes mű. Jelentősége a hinduizmuson belül hasonló mértékű, mint a keresztény vallásban az Újszövetségé. A Bhagavad-gíta az Upanisadok és a Védánta-szútra mellett az ind filozófia harmadik legfontosabb forrásanyaga. Filozófiai mélységeire nemcsak Keleten figyeltek fel, hanem a nyugati világban is sok gondolkodó nagyra értékelte – például Hegel,  Einstein, Emerson, Oppenheimer vagy Humboldt.

## A Bhagavad-gíta tartalma és filozófiája
A Mahábhárata című eposzba van beágyazva, annál a pontnál, ahol két hatalmas sereg, az öntelt Kauravák és a jámbor Pándavák ütközete előtt állunk. A keretelbeszélésben a Pándavák legkiválóbb harcosa (hadvezére), Ardzsuna tanácsot kér Krisna hercegtől, Visnu isten földi megnyilvánulásától, hogy szabad-e testvérharcba bocsátkoznia.
Ardzsuna a Legfelsőbb Személyként, Istenként fogadja el Krisnát, aki a gonosz jádava király, Kansza elpusztítása miatt szállt alá a Földre.
Krisna arra biztatja, hogy bátran szálljon harcba, és a lélekvándorlás tana alapján 18 énekben kifejti tanításait.
A Mahábháratába foglalt kerettörténet szerint a főhős, Ardzsuna, megkéri kocsihajtóját, Krisnát, hogy húzza harci szekerüket a két harcoló csapat közé. Az egyik oldalon állnak Ardzsuna testvérei, a Pándavák, akik jogos igényüket bejelentették a királyságra, a másik oldalon unokatestvérei, a Kauravák, akik jelenleg bitorolják a trónt. Ardzsuna látva, hogy a Kauravák között rokonai, egykori nevelői is jelen vannak, például egykori tanítója, Drona, nagyapja, Bhísma, és sok unokatestvére, Ardzsuna elveszti hitét abban, hogy érdemes csatáját megvívni. Krisna megszidja őt, és ragaszkodik ahhoz, hogy harcoljon. Hogy meggyőzze Ardzsunát, előadást tart, amelyben megvilágítja a valóság természetét. Krisna végül világossá teszi, hogy ő maga Isten.
Krisna a cselekvés szükségességét magyarázza, azzal a megkötéssel, hogy puszta kötelességtudatból, érdek nélkül kell cselekedni. Ezután a meditáció fontosságát hirdeti, majd az istenség áhítatos szeretetét („bhakti") jelöli meg az üdvözülés útjaként, amelynek segítségével az ember eljuthat az istenség legfelsőbb személyiségéig. A költemény csúcspontja kozmikus vízió: Krisna látomásszerűen megmutatja Ardzsunának, hogy az egész világmindenség pusztán az ő lényének megnyilatkozása, a világ pedig csak káprázat.
A Bhagavad-gíta öt fő témája:
1. az Ísvara: az Istenség Legfelsőbb Személyiségéről
2. a Prakriti: az anyagi természetről
3. a Dzsíva: az élőlényekről
4. a Kála: az örök időről
5. a Karma: a tettekről

Krisna felvázolja több jógáját, amely a testi és a szellemi erők felébresztésével hozzásegíti Ardzsunát ahhoz, megismerje saját létezésének értelmét karmájának lényegét. Az első jóga a tudás jógája, amely magában foglalja a betekintést a "Végső Valóság", a brahman természetébe. Ez a gyakorlat a végső meditatív összpontosítás, amely túlmutat minden formán és eddig ismert kategórián. Ezután az odaadás jógáját ismerteti, amely tartalmazza a Krisnára történő összpontosítást, amelyben kialakul a tudatosságnak egy állandó jóga-egyensúlya, beleértve önmagunk istenségnek való feltétlen odaadását, annak a lénynek, amely mindent ellenőriz az univerzumban. A harmadik jóga a cselekvés jógája. Krisna elmagyarázta a karma jelentését, amely a cselekvés és annak következménye, és amely független a szándéktól, ami azt létrehozta. A karma megváltoztathatatlan és örök. A születés, halál és újjászületés örök körforgása (szanszára) örök és isteni, ebből a megszabadulás (moksa) csak Isten feltétel nélküli elfogadásával valósítható meg. Mindhárom jóga felett a negyedik jóga, a Rádzsa-jóga áll, a meditáció (dhjána) jógája, amelyet be kell gyakorolni annak érdekében, hogy az összes többi eredményes lehessen.
Krisna hangsúlyozza, hogy az embernek a karmáját be kell teljesítenie, Ardzsuna szerepe az emberek között harcos mivoltának kifejezése. A csatában elhullott ellenségek és barátok nem halnak meg véglegesen, új létformában élnek tovább, abban, amit számukra cselekedeteik meghatároznak, legyenek azok jók vagy rosszak. Az ember lényege (átman) nem hal meg sosem, Ardzsunának tehát be kell végeznie rendeltetését, harcolnia kell.

## Keletkezése és szerkezete
Jelentősége Indiában hasonló, mint az Újszövetségnek a keresztény kultúrkörben. Keletkezésének pontos időpontja nehezen behatárolható, a vélemények erősen eltérnek. Feltehetőleg az Kr. e. 4-3. században készült, de hindu források ennél sokkal régebbre, Kr. e. I. évezred végére, vagy annál is régebbre teszik. A hinduk számára kinyilatkoztatás, azaz Isten szava. A datálásban jelentős szerepe van a buddhizmusra való indirekt utalásoknak, mivel említi a szánkhja-, jóga-, védanta- es karma-mímámsza filozófiákat, ezért értelemszerűen a Kr. e. 5. század után keletkezhetett.
Terjedelme 700 párvers. A szöveg nagy része a jellemzően epikus művekben (például a Mahábhárata többi részében is) alkalmazott időmértékes versformát, a slókát használja. Egyes szakaszok (általában a nem elbeszélő jellegűek, a leghosszabban a 11. rész) tristubh mértékben íródtak.

## A Bhagavad-gíta más kultúrákban
Az 19. századi és a 20. század eleji európai kritika éles ellentétet lát a Bhagavad-gíta egyes tanításai közt: aktivitás és passzivitás, panteizmus és monoteizmus közti ellentétekre mutat rá. Egyes kutatók feltételezik, hogy a szöveg egy része későbbi betoldás eredménye. Később e vélekedés megváltozik; az angol Zaehner szerint a könyv „sokkal egységesebb mű, mint amit a legtöbb modern tudós hajlandó volt elismerni”, a holland van Buitenen pedig hangsúlyozza, hogy „a Bhagavad-gítát a Mahábhárata részeként találták ki, és alkották meg. Nem független szöveg, amely a véletlen folytán került bele az eposzba. Éppen ellenkezőleg. Arra szolgál, hogy a végtelenségig felfokozza, és aztán megoldja az egyszerre igazságos és pusztító háború drámai dilemmáját”. Indiában rendkívül sok kommentárja keletkezett, az I. évezredtől a legtöbb hindu teológiai irányzat a Bhagavad-gítára támaszkodik. A mű magyarul több fordításban is olvasható.
A Bhagavad-gíta szövegét nemcsak kiemelkedő indiai személyiségek méltatták, mint például Gandhi, hanem Aldous Huxley, Henry David Thoreau, Albert Einstein, Robert Oppenheimer, Ralph Waldo Emerson, Carl Gustav Jung és Hermann Hesse. A Bhagavad-gíta önzetlen szolgálatra vonatkozó tanítása volt a fő inspiráció forrása Gandhinak, aki így vallott erről: „Amikor kétségek kísértenek, ha csalódások érnek, és a szemem nem lát már reménysugarat a horizonton, a Bhagavad-gítához fordulok, amelyben találok egy verset, hogy megvigasztaljon engem, és én azonnal elkezdek mosolyogni a nyomasztó szomorúság közepette. Életem tele volt különös tragédiákkal, és ha ezeknek nem mutatkozott rajtam semmilyen látható vagy láthatatlan hatása, azt a Bhagavad-gíta tanításainak köszönhetem.”
A mű Robert Oppenheimernek, az első amerikai atombomba megalkotását irányító tudósnak is kedvenc olvasmánya volt; eredeti nyelven is olvasta. Későbbi visszaemlékezése szerint az első kísérleti atombomba felrobbantása után eszébe jutott a Bhagavad-gíta egyik sora (11,32): „Én lettem a halál, a világok pusztítója”.

## Magyarul
- Bhagavad-Gitá. Az isteni ének; szanszkritból ford., bev. Annie Besant, angolból ford. Gömöryné Maróthy Margit, Légrády, Bp., 1924
- Bhagavad gītā. Az isteni ének; ford. Gömöryné Maróthy Margit, átnézte, bev. Vadnay Emmy; Magyar Teozófiai Társaság, Bp., 1944
- A. C. Bhaktivedanta Swami Prabhupāda: Az eredeti Bhagavad-gītā teljes kiadása a szanszkrit eredetivel, annak latinbetűs átírásával, a szavak magyar megfelelőivel, fordítással és részletes magyarázatokkal; ford. Dvārakeśa dāsa Brahmacārī; Bhaktivedanta Book Trust, Vaduz, 1981
- Bhagavad-gitá. Az isteni ének; szanszkritból ford. Annie Besant, angolból ford. Gömöryné Maróthy Margit; Buddhista Misszió, Bp., 1984
- A Magasztos szózata. Bhagavad-gítá; szanszkritból prózaford., utószó, jegyz. Vekerdi József, ford. Lakatos István; Európa, Bp., 1988
- A. C. Bhaktivedanta Swami Prabhupāda: Az eredeti Bhagavad gītā teljes kiadása a szanszkrit eredetivel, annak latinbetűs átírásával, a szavak magyar megfelelőivel, fordítással és részletes magyarázatokkal; Bhaktivedanta Book Trust, Los Angeles, 1990
- Bhagavad gītā; ford. Gömöryné Maróthy Margit, bev., jegyz. Vadnay Emmy; 3. átdolg. kiad.; Magyar Teozófiai Társulat, Bp., 1996
- A. C. Bhaktivedanta Swami Prabhupāda: A Bhagavad gītā úgy, ahogy van. A szanszkrit eredetivel, annak latin betűs átírásával, a szavak magyar megfelelőivel, fordítással és részletes magyarázattal; 2. jav., bőv. kiad.; Bhaktivedanta Book Trust, Grödinge, 2008
- Bhagavad gita; ford. Sebestyén Edit; 2. jav. kiad.; Sri Sathya Sai Baba Szervezet Magyarországi Központja, Bp., 2010
- Maharishi Mahesh Yogi: A Bhagavad-gítá. Új fordításban és új magyarázattal. 1-6. fejezet; Vaszistha Kft., Bp., 2016
- Krisna Dvaipájana Vjásza: Bhagavad-gítá (részlet); ford. Bakaja Zoltán In: Hetényi Zsuzsa (szerk.): 5pofon; ELTE BTK Műfordítói Műhely, Bp., 2016
- Bhagavad-gítá; Dvaipāyana Vyāsa nyomán ford., szöveg, melléklet Bakos Attila és Bakos Judit Eszter; Danvantara, Bp., 2017 + CD
- Atakám: Bhagavad gítá avagy A harcos kaszt testamentuma, 1-3.; Fügefa Könyvek, Solymár, 2017
  - 1. I-IV. párbeszéd
  - 2. V-XII. párbeszéd
  - 3. XIII-XVIII. párbeszéd